# Buch (Baviera)
Buch è un comune tedesco di 4 292 abitanti, situato nel land della Baviera.

## Galleria d'immagini

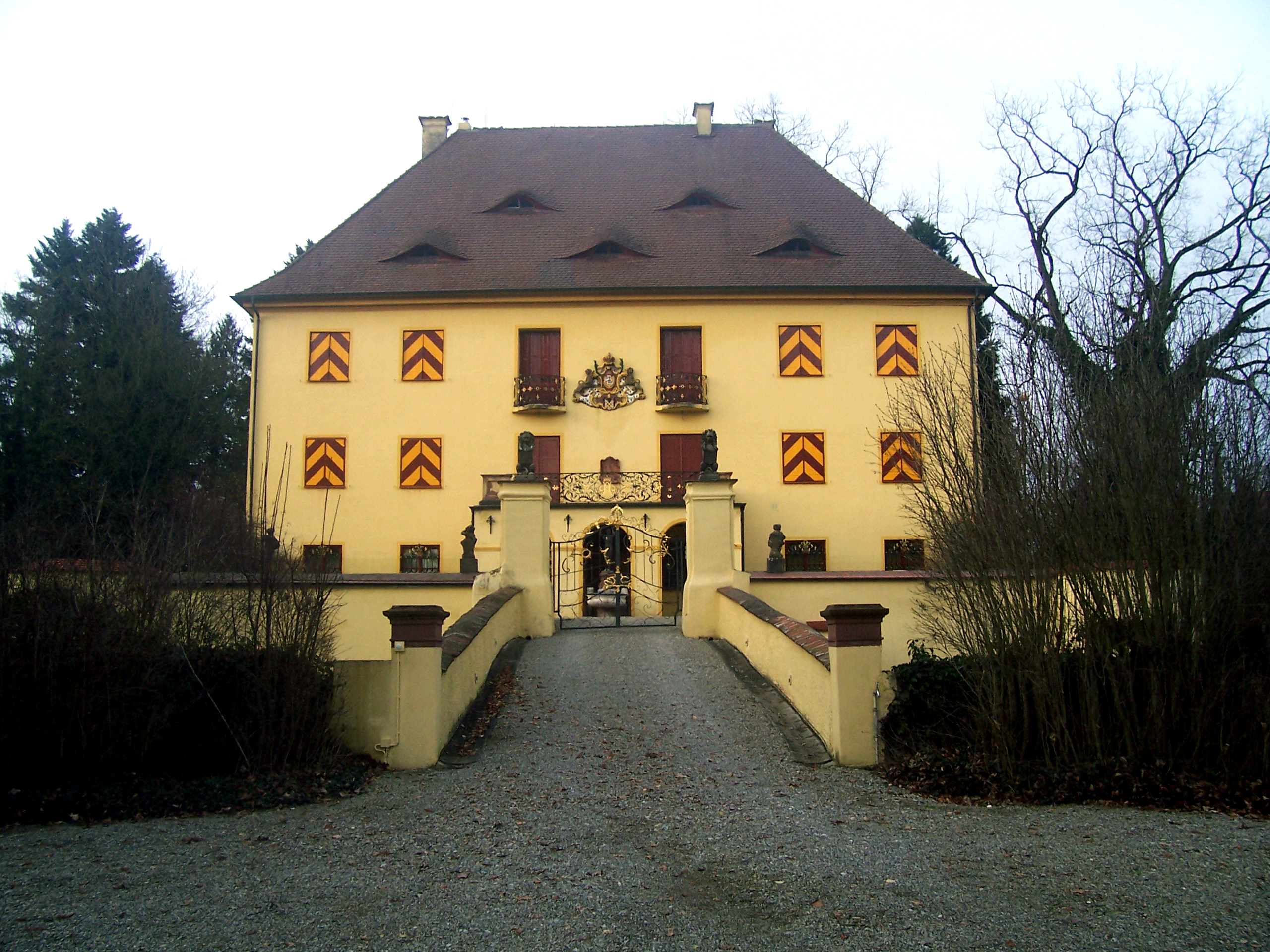
castello dei conti di Moy
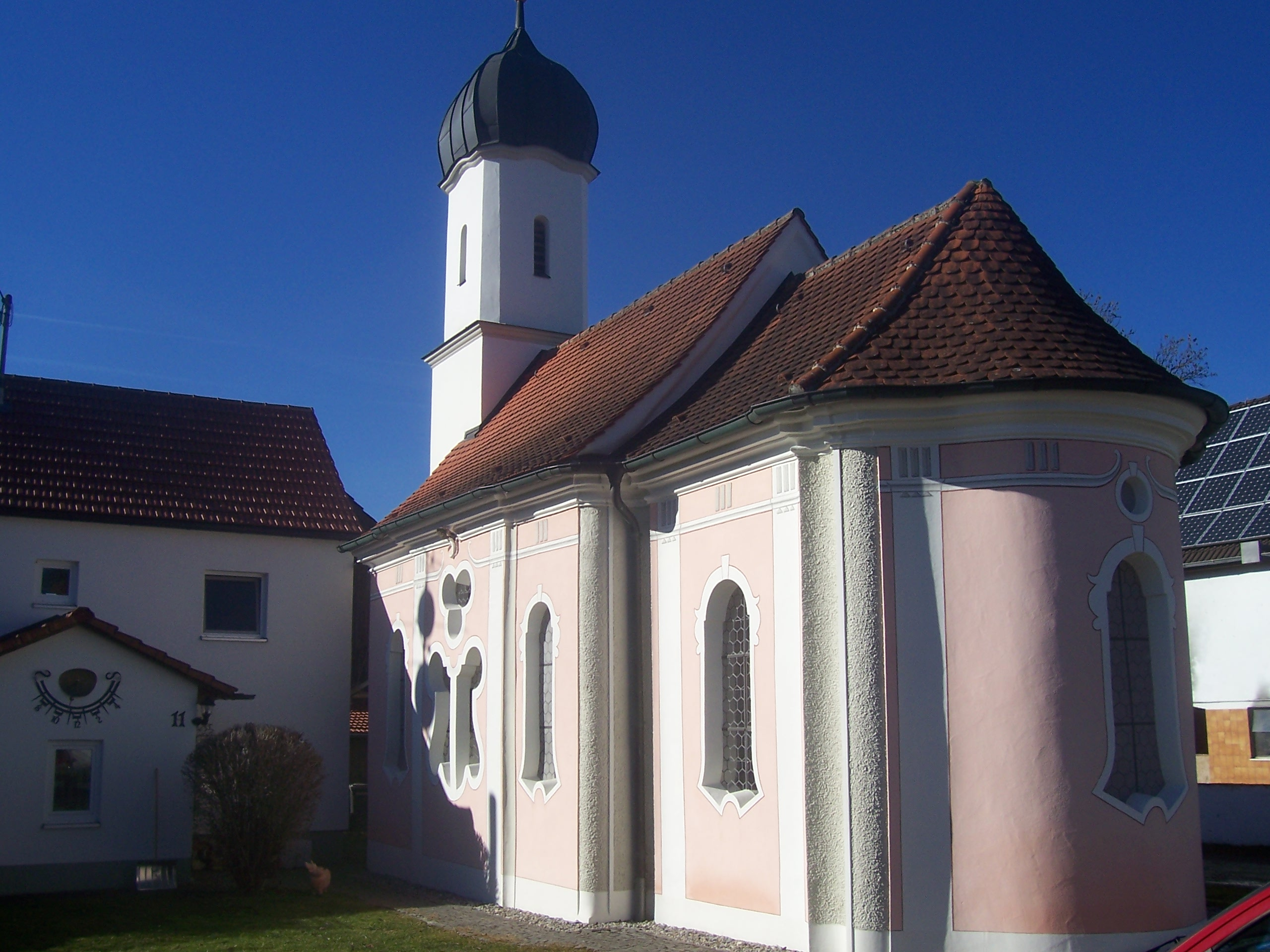
chiesa